# جبال يوينتا
جبال يوينتا (بالإنجليزية: Uinta Mountains)، هي سلسلة من الجبال بين الشرق والغرب في شمال شرق ولاية يوتا وتمتد قليلاً إلى جنوب وايومنغ في الولايات المتحدة.  باعتبارها سلسلة فرعية من جبال روكي، فهي غير عادية لكونها أعلى نطاق في الولايات المتحدة المتجاورة الممتدة من الشرق إلى الغرب، وتقع على بعد حوالي 100 ميل (160 كم) شرق سولت ليك سيتي.  يتراوح النطاق بين قمم 11000 و 13.528 قدمًا (3353-4123 م) ، وأعلى نقطة هي قمة الملوك، وهي أيضًا أعلى نقطة في ولاية يوتا.  يعبر طريق ميرور ليك السريع النصف الغربي من وينتا في طريقه إلى وايومنغ.

## جيولوجيا

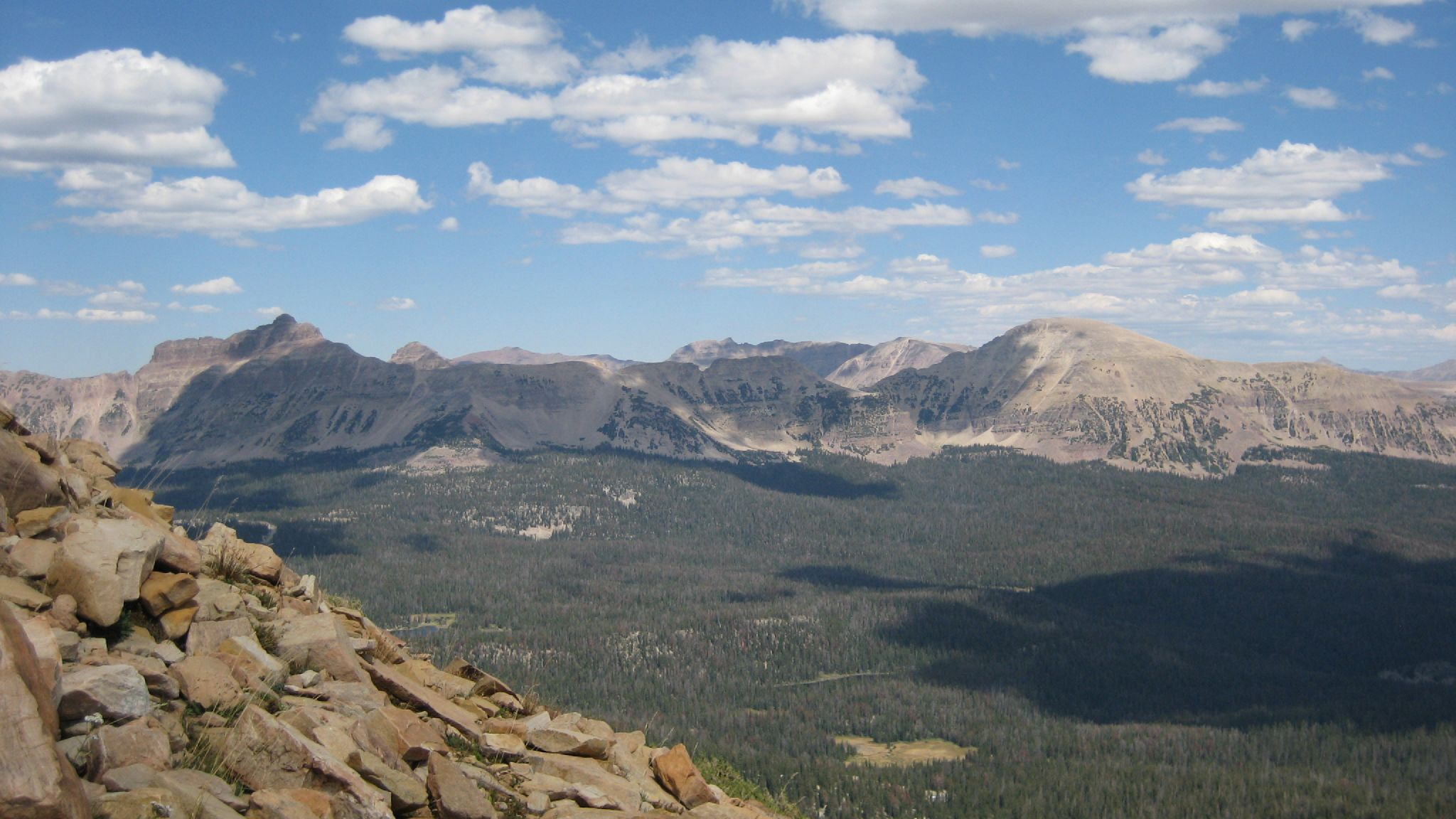
قمة هايدن وجبل أغاسيز من جبل أصلع

على جبال وينتا لارميد الصخور المترسبة المرتفعة المودعة في الحوض الداخلي في جنوب  غرب لورينتيا خلال فترة تفكك ردينياالعملاقة.تتشكل الصخور البحرية والنهرية في قلب جبال وينتا من طليعة عمر علم الأحياء الحديث  (ما بين 700 مليون و 800 مليون سنة) وتتكون من الكوارتز والأردواز والصخر الزيتي.تتكون هذه الصخور من مجموعة جبل وينتا، يصل سمكها إلى 4.0 إلى 7.3 كيلومتر (13000 إلى 24000 قدم).  معظم القمم العالية هي نتوءات مجموعة جبال وينتا .  العديد من قممالحلقات مع عصابات من المنحدرات، ترتفع إلى شكل قمم عريضة أو مسطحة.  الجبال تحدها من الشمال والجنوب من خلالعكس العيوب التي تلتقي أدناه في صدع الجناح الشمالي الشمالي في الجنوب بواسطة حدود حوض وينتا .
مجموعة جبل وينتا من الأقران إلى الأصغر على جبل وينتا، يعلو الجزء غير المقسم من الكوارتز بحيرة بحيرة موسهورن وجبلواتسون و ذروة كان والصخر الأحمر . تحتوي جبال جبال المشاة بين الشرق والغرب على سلسلة من الطبقات الحجرية منالعصر الحجري الحديث والميزو وتتكون من تشكيل المستودع الكمبري إلى طباشيري مانكوس الصخري، والتي تم إمالتهاكلها أثناء رفع سلسلة الجبال.
يرجع ارتفاع النطاق إلى أوراميد لاراميد، قبل حوالي 70 إلى 50 مليون سنة، عندما أنتجت قوى الضغط أخطاء عكسية عالية الزاوية على الجانبين الشمالي والجنوبي لسلسلة الجبال الحالية.  اتجاه الشرق والغرب من وينتا غير طبيعي مقارنة بمعظم سلاسل جبال روكي. قد يكون مرتبطًا بتغيير أنماط الضغط وتناوب هضبة كولورادو.  كان النهر الأخضر يتدفق إلى نهر المسيسيبي إلى خليج المكسيك، لكنه تغير إلى نهر كولورادو بالمرور عبر وينتا بطرق غير مفهومة تمامًا.
تم تجميد وينتا المرتفع على نطاق واسع خلال العصر الجليدي الأخير، ومعظم أودية الأنهار الكبيرة على الجانبين الشماليوالجنوبي من النطاق تحتوي على أنهار جليدية طويلة. ومع ذلك، على الرغم من الوصول إلى أكثر من 13,500 قدم (4,110 م) في الارتفاع، فإن المناخ اليوم جاف بما فيه الكفاية بحيث لم يبق أي أنهار جليدية حتى قبل أن بدأ التراجع الجليديالحالي السريع في منتصف القرن التاسع عشر.وينتا هي أكثر سلسلة جبال قطب في العالم تصل إلى أكثر من 4,000 متر(13,000 قدم) بدون أنهار جليدية حديثة، وهي في الواقع أعلى سلسلة جبال في الولايات المتحدة المتجاورة ولا يوجد بهاأنهار جليدية حديثة.تحدث التربة الصقيعية على ارتفاعات أعلى من 10,000 قدم (3,000 م) وتشكل في بعض الأحيان أنهارجليدية صخرية كبيرة.

بين القمم والمنحدرات أحواض عريضة ومسطحة، مع حوالي 500 بحيرة صغيرة.  تعد ليك ميرور واحدة من أشهر البحيرات بسبب الصيد الجيد والمناظر الخلابة وسهولة الوصول إلى الطريق. 

## الهيدرولوجيا

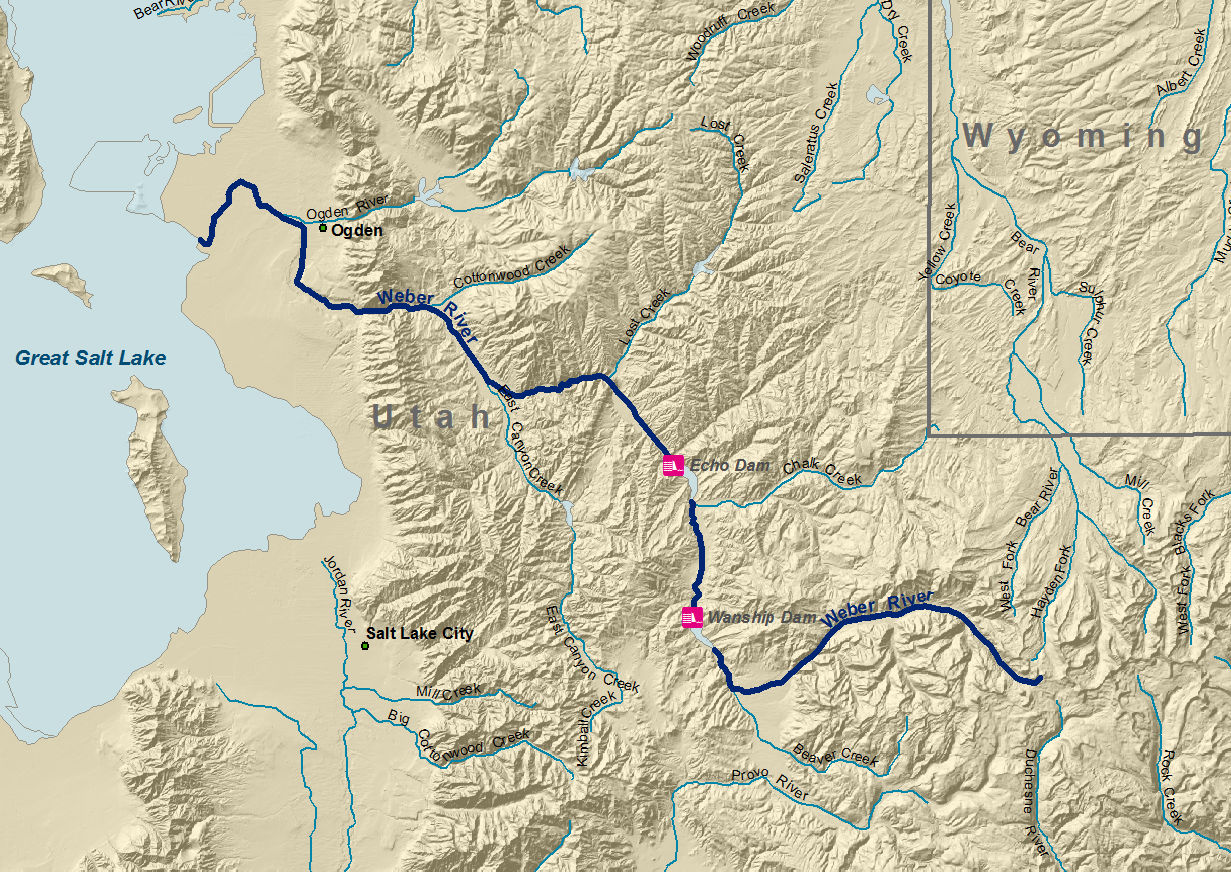
نهر ويبر

يكون الجانبان الجنوبي والشرقي من النطاق تمتد بشكل واضح داخل مستجمع مياه نهر كولورادو، ويشمل شوكة بلاك ونهر دوتشيسن، ويكونان من موارد النهر الأخضر. النهر الأخضر هو الرافد الرئيسي لنهر كولورادو ويفيض في قوس ضيق يحاط الجانب الشرقي من النطاق. (في الحقيقة، قال جون ويسلي باول إن اللون الأخضر هو التيار الرئيسي حيث اجتمعت مع كولورادو.
نهر الدب ونهر ويبر، أثنين من أكبر روافد البحيرة المالحة العظمى. يتكونان بمحاذاة المنحدرات الغربية، نهر بروفو، أحد أكبر روافد نهر يوتا، يبدأ من الجانب المحاذي لبوتيام ويتدفق غربا باتجاه نهر يوتا. الذي هو في حد ذاته يصب عن طريق نهر الأردن داخل نهر الملح العظيم.
تتلقى أجزاء كبيرة من سلسلة الجبال أكثر من 40 بوصة (100 سـم) من هطول الأمطار سنويا.  يتم تغطية جبال وينتا المرتفعة بالثلوج معظم العام باستثناء أواخر يوليو وحتى أوائل سبتمبر. تمتلك جبال وينتا أكثر من 400 ميل (640 كـم) من الجداول و1000 بحيرة وبركة.

## علم البيئة

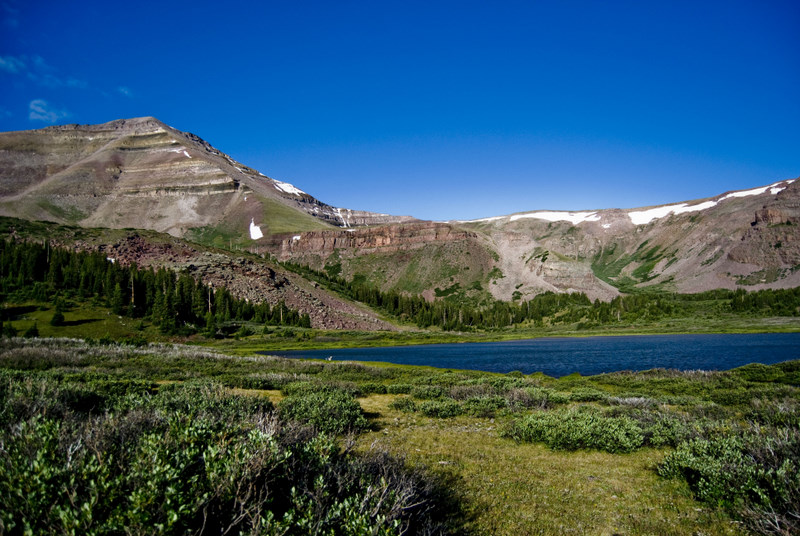
قمة جيلبرت من البحيرة 151

تعد جبال وينتا جزءًا من المنطقة البيئية لغابات واساتش وجبال وينتا . تقع المجموعة بأكملها تقريبًا داخل غابة مخبىءواساتش وينتا الوطنية (في الشمال والغرب) وغابة اشلى الوطنية (في الجنوب والشرق). تتم حماية أعلى القمم في النطاقكجزء من برية عالية. تحتوي الغابات على العديد من أنواع الأشجار، بما في ذلك الصنوبر، والتنوب قرب الجبلية، والتنوبالانجلمان، التنوب دوغلاس التنوب، والزلزال . هناك أيضًا العديد من أنواع الأعشاب والشجيرات والأعشاب التي تنمو فيجبال وينتا . تعتبر الحيوانات نموذجية لجبال روكي المركزية. تشمل حيوانات الرعي والتصفح الكبيرة روكي ماونتن إلك، ومولدير، وموس، وبرونغورن أنتيلوب، والماعز الجبلي، وروكي ماونتن بيغورن شيب. تشمل الحيوانات المفترسة الثديية الدبالاسود واسد الجبل والذئاب والثعلب الاحمر والغرير وابن العرس  ومارتن وويسل طويل الذيل. وقد لوحظ وجود حزمة الذئبالرمادي في الطرف الشرقي من النطاق، في مقاطعة موفات، كولورادو. تشمل الطيور الجارحة النسر الأصلع والذهبي، نسر تركيا، صقور وشاحنات متنوعة، وبوم بما في ذلك البومة الرمادية والبومة الكبيرة وبوم الحظائر. الطيور الكبيرة البارزة الأخرى تشمل الطهيوج وترمجان ابيض الذيل.

## مجالات الاهتمام
يجتاز ممر المشاة لمرتفع وينتا المجموعة بأكملها وهو مسار شائع لحقائب الظهر.

يقع تمثال الديناصور الوطني في الجنوب الشرقي لجبال (وينتا)، على الحدود الفاصله بين كولورادو ويوتا.

## روابط خارجية
- Uinta Mountain Lakes Map/Info - an interactive map for exploring the high Uinta lakes